# Abdij van Windberg

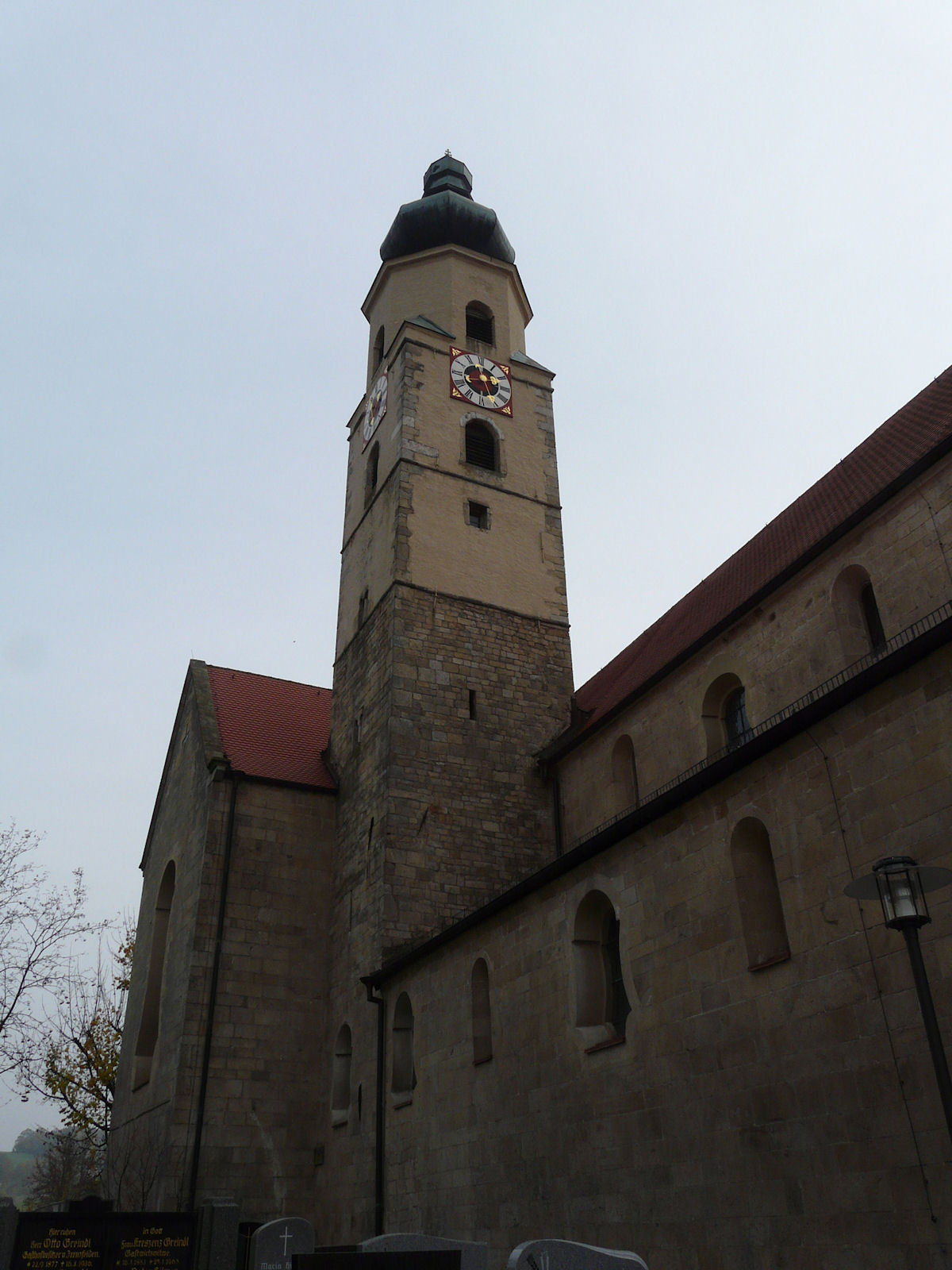
Abdijkerk

De Abdij van Windberg is een abdij in het Duitse Windberg van de premonstratenzers, ook norbertijnen of witheren genoemd. Deze is opgezet door de heilige Norbert van Xanten
Windberg is ontstaan door de stichting van een norbertijnerabdij (tussen 1125 en 1146) in het voormalige kasteel van de graven van Windberg-Bogen. Rondom deze abdij vormde zich gedurende de eeuwen daarna een zogenaamd kloosterdorp. De historische dorpskern wordt gevormd door verschillende historische gebouwen, zoals het 18e-eeuwse raadhuis en de pastorie, het voormalige abtsverblijf. Midden in het dorp staat de abdijkerk, een driebeukige romaanse basiliek,  gebouwd tussen 1140 en 1230. Tussen 1735 en 1750 kreeg de kerk een rococo-interieur. De abdij werd in 1803 opgeheven door het Reichsdeputationshauptschluss, met als gevolg de secularisatie van de abdij. 
In 1923 kocht de Nederlandse Abdij van Berne de gebouwen en grond van de voormalige abdij en vestigde er een nieuwe gemeenschap. Een jaar later werd de abdij officieel hersticht. In 1968 werd de abdij een zelfstandige canonie. In 1982 werd vanuit Windberg de Abdij Roggenburg nieuw lezen ingeblazen. Naast de abdij staat het vormings- en bezinningcentrum voor jongeren, dat op ecologische wijze is gebouwd en van warmte en elektra wordt voorzien. 
Windberg is ook de oorsprong van de Vlag van Beieren. Het wapen van de graven van Windberg-Bogen en is in 1242 overgenomen door het Beierse vorstenhuis. Ook in het abdijwapen is deze kenmerkende blauwe ruit terug te zien.